# Грігорешть (Румунія)
Грігорешть, Грігорешті (рум. Grigorești) — село у повіті Сучава в Румунії. Входить до складу комуни Сімініча.
Село розташоване на відстані 365 км на північ від Бухареста, 12 км на північний схід від Сучави, 110 км на північний захід від Ясс.

## Населення
За даними перепису населення 2002 року у селі проживали 369 осіб, усі — румуни. Усі жителі села рідною мовою назвали румунську.